# 丙酸草兰酯
丙酸草兰酯别名丙酸三环癸烷酯。无色有木香花气味液体。不溶于水，易溶于乙醇和苯。折射率1.490-1.496。由丙酸三环癸烯酯加氢而得，经过滤、减压分馏得成品。用作香精。